# Berat Djimsiti
Berat Djimsiti (Albanees: Berat Gjimshiti) (Zürich, 19 februari 1993) is een Zwitsers-Albanees voetballer die doorgaans als centrale verdediger speelt. Hij tekende op 18 januari 2016 bij Atalanta Bergamo, dat hem transfervrij overnam van FC Zürich. Djimsiti debuteerde in 2015 in het Albanees voetbalelftal, waarmee hij deelnam aan het EK 2024.

## Clubcarrière

### FC Zürich
Djimsiti werd geboren in Zürich en sloot zich in 2007 aan in de jeugdopleiding van FC Zürich. Hij vierde zijn competitiedebuut gedurende het seizoen 2011/12. In dat seizoen scoorde hij één doelpunt uit twee wedstrijden. Tijdens het seizoen 2012/13 dwong hij een basisplaats af. Hij speelde dat seizoen 34 competitiewedstrijden in de Zwitserse Super League. In zijn tweede volledige seizoen bij FC Zürich won Djimsiti de finale van de Zwitserse beker door FC Basel na verlenging met 2-0 te verslaan. Hij speelde in drieënhalf jaar 135 wedstrijden voor FC Zürich, waarin hij goed was voor zes goals en vier assists.

### Atalanta Bergamo
In de winter van 2016 tekende Djimsiti tot medio 2019 bij het Italiaanse Atalanta Bergamo. Op 2 mei maakte hij voor Atalanta zijn debuut tegen SSC Napoli. Aangezien Djimsiti in een halfjaar tot slechts drie wedstrijden kwam, werd hij het seizoen erop verhuurd aan Serie B-club US Avellino. Daar speelde hij 35 wedstrijden. Het jaar erop huurde Atalanta hem uit aan Benevento Calcio, dat een divisie hoger speelde. Benevento werd dat seizoen laatste, maar Djimsiti speelde 30 wedstrijden.
Het seizoen erop dwong hij terug bij Atalanta een basisplaats af. Op 11 november scoorde hij zijn eerste doelpunt voor Atalanta in een 4-1 overwinning op Internazionale. Op 15 mei 2019 speelde Djimsiti 90 minuten in de met 2-0 verloren bekerfinale tegen SS Lazio. Dat seizoen werd Atalanta derde, waardoor Djimsiti op 18 september debuteerde in de UEFA Champions League. Het haalde dat seizoen meteen de kwartfinale, maar werd daarin uitgeschakeld door Paris Saint-Germain FC. 
Op 17 februari 2022 scoorde Djimsiti beide doelpunten in een 2-1 overwinning op Olympiakos Piraeus in een tussenronde van de UEFA Europa League, nadat het was uitgeschakeld in een CL-poule met Manchester United FC, Villarreal CF en BSC Young Boys. Op 9 november 2023 speelde Djimsiti zijn 200'ste wedstrijd voor Atalanta. 

## Clubstatistieken
| Seizoen | Club               | Competitie   | Competitie | Competitie | Beker | Beker | Internationaal | Internationaal | Totaal | Totaal |
| Seizoen | Club               | Competitie   | Wed.       | Dlp.       | Wed.  | Dlp.  | Wed.           | Dlp.           | Wed.   | Dlp.   |
| ------- | ------------------ | ------------ | ---------- | ---------- | ----- | ----- | -------------- | -------------- | ------ | ------ |
| 2011/12 | FC Zürich          | Super League | 2          | 1          | 0     | 0     | 0              | 0              | 2      | 1      |
| 2012/13 | FC Zürich          | Super League | 34         | 0          | 5     | 0     | —              | —              | 39     | 0      |
| 2013/14 | FC Zürich          | Super League | 26         | 1          | 3     | 0     | 2              | 0              | 31     | 1      |
| 2014/15 | FC Zürich          | Super League | 33         | 2          | 3     | 0     | 7              | 1              | 43     | 3      |
| 2015/16 | FC Zürich          | Super League | 15         | 1          | 3     | 0     | 2              | 0              | 20     | 1      |
| 2015/16 | Atalanta Bergamo   | Serie A      | 3          | 0          | 0     | 0     | —              | —              | 3      | 0      |
| 2016/17 | → US Avellino      | Serie B      | 35         | 0          | 0     | 0     | —              | —              | 35     | 0      |
| 2017/18 | → Benevento Calcio | Serie A      | 30         | 0          | 0     | 0     | —              | —              | 30     | 0      |
| 2018/19 | Atalanta Bergamo   | Serie A      | 24         | 1          | 4     | 0     | 1              | 0              | 29     | 1      |
| 2019/20 | Atalanta Bergamo   | Serie A      | 34         | 2          | 1     | 0     | 6              | 0              | 41     | 2      |
| 2020/21 | Atalanta Bergamo   | Serie A      | 33         | 0          | 5     | 1     | 8              | 0              | 46     | 1      |
| 2021/22 | Atalanta Bergamo   | Serie A      | 31         | 1          | 1     | 0     | 9              | 2              | 41     | 3      |
| 2022/23 | Atalanta Bergamo   | Serie A      | 24         | 0          | 2     | 0     | —              | —              | 26     | 0      |
| 2023/24 | Atalanta Bergamo   | Serie A      | 30         | 0          | 3     | 0     | 9              | 1              | 42     | 1      |
| Totaal  | Totaal             | Totaal       | 354        | 9          | 30    | 1     | 44             | 4              | 428    | 14     |

## Interlandcarrière
Djimsiti speelde voor diverse Zwitserse nationale jeugdselecties, maar verkoos er daarna voor om uit te komen voor het Albanees voetbalelftal. Hij debuteerde op vrijdag 4 september 2015 onder leiding van bondscoach Gianni De Biasi in een kwalificatiewedstrijd voor het EK 2016 in en tegen Denemarken (0-0). Hij speelde de gehele wedstrijd. Hij maakte op 11 oktober 2015 zijn eerste interlanddoelpunt. Hij schoot toen de 0–2 binnen in een met 0–3 gewonnen EK-kwalificatiewedstrijd in en tegen Armenië.
2 Tolói  ·
3 Kossounou ·
4 Hien ·
5 Posch ·
6 Sulemana ·
7 Cuadrado ·
8 Pašalić ·
9 Scamacca ·
11 Lookman ·
13 Éderson ·
15 De Roon ·
16 Bellanova ·
17 De Ketelaere ·
19 Djimsiti ·
22 Ruggeri ·
23 Kolašinac ·
24 Samardžić ·
27 Palestra ·
28 Patrício ·
29 Carnesecchi ·
31 Rossi ·
32 Retegui ·
42 Scalvini ·
44 Brescianini ·
70 Maldini ·
77 Zappacosta ·
93 Soppy ·
Coach: Gasperini
1 Berisha ·
2 Lila ·
3 Lenjani ·
4 Hysaj ·
5 Cana ·
6 Veseli ·
7 Agolli ·
8 Basha ·
9 Memushaj ·
10 Sadiku ·
11 Gashi ·
12 Shehi ·
13 Kukeli ·
14 Xhaka ·
15 Mavraj ·
16 Cikalleshi ·
17 Aliji ·
18 Ajeti ·
19 Balaj ·
20 Kaçe ·
21 Roshi ·
22 Abrashi ·
23 Hoxha · 
Coach: De Biasi